# Geoffrey Ashe
Geoffrey Thomas Leslie Ashe MBE FRSL (29. marts 1923 – 30. januar 2022) var en britisk historiker og lektor, der var specialiseret i legenden om kong Arthur. Han argumenterede for at den romersk-britisk militærleder Riothamus var den historiske kong Arthur.
Hans forældre emigrerede til Vancouver i Canada, da han var 16 år. Han gik på University of British Columbia og fortsatte på Trinity College ved University of Cambridge.